# بادي كوليت
بادي كوليت (بالإنجليزية: Buddy Collette)‏ هو عازف ساكسفون أمريكي، ولد في 6 أغسطس 1921 في لوس أنجلوس في الولايات المتحدة، وتوفي بنفس المكان في 19 سبتمبر 2010.

## وصلات خارجية
- الموقع الرسمي
- بادي كوليت على موقع IMDb (الإنجليزية)
- بادي كوليت على موقع ميوزك برينز (الإنجليزية)
- بادي كوليت على موقع أول ميوزيك (الإنجليزية)
- بادي كوليت على موقع ديسكوغز (الإنجليزية)